# 石田翔太
石田 翔太（いしだ しょうた、1983年 - ）は日本画家。滋賀県出身。

## 略歴
1983年、滋賀県に生まれる。
2007年、日展初入選。
2008年、日春展初入選。
2010年、京都市立芸術大学大学院美術研究科絵画専攻日本画を修了。京都市立芸術大学制作展にて大学院市長賞を受賞。個展「桂川初会」。
2015年、第2回続・京都日本画新展（2018年賞候補）。
2016年、第3回改組新日展にて特選受賞。
2017年、第1回新日春展　新日春賞受賞、第78回応用物理学会秋季学術講演会JSAPフォト＆イラストコンテストにて最優秀賞受賞。
2018年、個展「発色／フラクタル／エントロピー」。
2019年、IWGS symposium　国際睡蓮／水生園芸協会シンポジウムやRockship painting展にて作品展示。
2020年、格子欠陥フォーラムにて講演・作品発表。
2021年、Kyoto Art for Tomorrow -京都府新鋭選抜展-。

## 代表作
- 『Intelligence』　2018年
- 『Study』　2018年
- 『鎂しい思索』　2019年
- 『那由他 ‐nayuta‐』　2019年